# بنجامین گلازر
بنجامین گلازر (انگلیسی: Benjamin Glazer؛ زاده ۷ مهٔ ۱۸۸۷ درگذشته ۱۸ مارس ۱۹۵۶) یک فیلم‌نامه‌نویس اهل ایالات متحده آمریکا بود.
از فیلم‌هایی که وی در آن‌ها نقش داشته است، می‌توان به این همان شب است و عشق پولی اشاره نمود.